# Calliaxina punica
Calliaxina punica is een tienpotigensoort uit de familie van de Callianassidae. De wetenschappelijke naam van de soort is voor het eerst geldig gepubliceerd in 1982 door De Saint Laurent & Manning.